# Teoria HSAB
A teoria HSAB, antes conhecida como "conceito HSAB", acrônimo do inglês hard and soft acid and bases ("ácidos e bases duros e moles"), proposta por Ralph G. Pearson em 1963, essa teoria é uma generalização e uma renomeação dos distintos comportamento analisados e discutidos por Ahrland, Chatt e Davies. Ela é amplamente usada em química para explicar a estabilidade dos compostos químicos, reações químicas, etc. Seu intento é classificar como "duro" ou "mole", "ácido" ou "base" as diversas espécies químicas envolvidas num equilíbrio.
É uma extensão da teoria de Lewis. Ela prevê que reações ácido-base do tipo:
A +:B ⇄ A:B
na realidade e sempre, explica Pearson, as reações ocorrem totalmente (ou quase) no solvente. Desta ideia, parte para tornar todas as reações ácido-base, em substituições do tipo:
A:B'+ A':B ⇄ A:B + A':B'
onde sejam A' e B' o solvente mesmo, A e B um ácido genérico e uma base genérica.

## Classificação segundo Ahrland, Chatt e Davies
Os íons metálicos poderiam ser divididos em dois grupos "classe a" e "classe b", dependendo da sua estabilidade de seus complexos com certos ligantes.
- Metais da CLASSE A: consiste nos íons pequenos dos grupos 1 e 2 da tabela periódica e os os elementos de transição à esquerda da tabela periódica, especialmente aqueles que estiverem em seu estado de oxidação mais elevado. Esses elementos podem formam complexos estáveis com doadores de oxigênio e nitrogênio (por exemplo: amônia, amina, água, cetonas e álcoois) e também com íons como Cl- e F-.

- Metais da CLASSE B: consiste nos íons metálicos de transição á direita da tabela periódica com baixo estado de oxidação e os complexos com carbonilas. Esses metais formam complexos mais estáveis com íons I-, SCN- e CN-.

| Classe A                                                  | Classe B                                                                                                |
| --------------------------------------------------------- | --- |
| A maioria dos metais (Ex: Na+, K+, Ca2+, Mg2+, Al3+, ...) | Cu2+, Pd2+, Ag+, Pt2+, Au+, Hg22+, Hg2+, TI+, TI3+, Pb2+, e os íons de metais de transição mais pesados |

## Um exemplo
Íons da terra rara Ln3+ são ácidos duros, com uma destacada afinidade para bases duras que ligam-se através do oxigênio. A água responde perfeitamente ao requisito e isto decorre da difícil reatividade em solução aquosa destes íons.

## Classificação segundo Pearson
Segundo Pearson, ele designou os íons metálicos classe (a) como ácidos duros, enquanto os íons classe (b) como ácidos moles. Da mesma forma, as bases também foram classificadas como duras ou moles com base na polarizabilidade: a gama de íons haleto vai desde F−, uma base muito dura, até o menos duro Cl− e Br− ao I−, uma base mole. 
Sendo assim:
- Ácidos duros ligam-se na ordem I− < Br− < Cl−< F−
- Ácidos moles ligam-se na ordem F− < Cl− < Br−< I−

Logo, as classes são identificadas empiricamente pela ordem opostas das forças (pela constante de equilíbrio de formação dos complexos).
As reações são mais favoráveis para as interações duro-duro e mole-mole do que para uma mistura de reagentes duros e moles. Os ácidos e bases duros são relativamente pequenos, compactos e não polarizáveis; enquanto as bases e ácidos moles são maiores e mais polarizáveis.
Se aplica o termo duro, às espécies naturalmente pequenos, com estados de elevada carga e dificilmente polarizáveis. Mole diz-se daquelas espécies químicas que são naturalmente grandes, possuem estados de baixa carga e são facilmente polarizáveis.
A tabela de íons pode ser conferida abaixo:
| Ácidos duros                                      | Ácidos de fronteia (ou intermediários)            | Ácidos moles                                              |
| ------------------------------------------------- | ------------------------------------------------- | --------------------------------------------------------- |
|                                                   |                                                   | H-                                                        |
| F−, Cl−                                           | Br−                                               | I–                                                        |
| H2O, OH−, O2−                                     |                                                   | H2S, SH−, S2−                                             |
| ROH, RO−, R2O, CH3COO−                            |                                                   | RSH, RS−, R2S                                             |
| NO3−, ClO4–                                       | NO2−, N3                                          | SCN−, CN−, RNC, CO                                        |
| CO32−, SO42−, PO43−                               | SO32−                                             | S2O32−                                                    |
| NH3, RNH2, N2H4                                   | C6H5NH2, C5H5N, N2                                | PR3, P(OR)3, AsR3, C2H4, C6H6                             |
| Íons com estados de oxidação formais de 4 ou mais | Íons com estados de oxidação formais de 4 ou mais | Metais com estado de oxidação zero                        |
| HX (moléculas de ligação de hidrogênio)           | HX (moléculas de ligação de hidrogênio)           | aceptores-π: trinitrobenzeno, quininas, tetracianoetileno |

| Base duras                  | Bases de fronteia (ou intermediárias)               | Bases moles                                                                      |
| --------------------------- | --------------------------------------------------- | -------------------------------------------------------------------------------- |
| H+, Li+, Na+, K+            |                                                     |                                                                                  |
| Be2+, Mg2+, Ca2+, Sr2+      |                                                     |                                                                                  |
| BF3, BCl3, B(OR)3           | B(CH3)3                                             | BH3, Tl+, Tl(CH3)3                                                               |
| Al3+, Al(CH3)3, AlCl3, AlH3 |                                                     |                                                                                  |
| Cr3+, Mn2+, Fe3+, Co3+      | Fe2+, Co2+, Ni2+, Cu2+, Zn2+, Rh3+, Ir3+ Ru3+, Os2+ | Cu+, Ag+, Au+, Cd2+, Hg22+, Hg2+, CH3Hg+, [CO(CN)5]2−, Pd2+, Pt2+, Pt4+, Br2, I2 |

Em reações ácido-base de Lewis as ligações formadas são mais fortes na reação de um ácido e uma base de carácter "duro-duro" e de caráter "mole-mole". Do ponto de vista da estrutura eletrônica, a característica de "dureza" e de "moleza" é vinculada respectivamente à maior e menor diferença de energia existente entre orbitais de fronteira. Disto explica-se até a diferente polarização e o comportamento dos campos perturbados externos, fator importante para a interpretação mecânico quântico das ligações químicas.

### Uma pequena (aparente) contradição
O íon Fe3+ é um dos ácidos muito duro, enquanto o cianeto (CN-) é uma base mole. Com base na primeira formulação da teoria, a ligação seria então lábil de ser quebrada em solução mesmo aquosa. De fato, não se considerava o mecanismo retroligação π, na qual o ferro funciona como base e o cianeto como ácido.
Este último tem efeitos orbitais de antiligação liberando onde dispor os elétrons cedidos do ferro; uma vez formado o complexo, a ordenação da ligação do cianeto passa de 3 (C≡N) para 2 (C=N).

## A dureza e a classificação de Goldshmidt
A ligação entre os ácidos e bases duros, são praticamente considerados interações de caráter iônicas ou do tipo dipolo-dipolo. Já para as ligações entre ácidos e bases moles apresentam um caráter muito mais covalente, uma vez que são mais polarizáveis.
Por consequência, a compreensão acerca dete assunto auxilia no entendimento sobre os terrestre dos elementos. A tendência apresentada quanto a preferência de ligação entre duros e moles, explicam de certo modo, a classificação de Goldschmidt.